# Grabina (wieś w powiecie poddębickim)
Grabina – wieś w Polsce położona w województwie łódzkim, w powiecie poddębickim, w gminie Zadzim.
| SIMC    | Nazwa         | Rodzaj    |
| ------- | ------------- | --------- |
| 0720415 | Nowa Grabina  | część wsi |
| 0720421 | Stara Grabina | część wsi |

W latach 1975–1998 miejscowość należała administracyjnie do województwa sieradzkiego. Dawniej jedna z największych pod względem ludności wsi gminy Zadzim dziś wieś jest wyludniona, miejscowa szkoła jest od kilku lat zamknięta, a sporą część wsi stanowią działki letników.